# JDiskReport
JDiskReport je multiplatformní freewarový program pro analýzu využití kapacity disku.
Pomocí JDisku lze analyzovat libovolný adresář či disk. Program ukáže, které položky nebo které přípony zabírají nejvíce místa nebo zobrazí 100 největších adresářů a souborů.